# ブラジル共産党
ブラジル共産党（ブラジルきょうさんとう、ポルトガル語: Partido Comunista do Brasil）は、共産主義を政治的理念として掲げるブラジルの政党である。現在の議長（党首）は、ルチアナ・サントス（Luciana Santos）。PCdoBの日本語訳についてはPCBと区別するため「ブラジルの共産党」とする文献もある。

## 概要
ジョアン・ゴラール政権への評価と親ソ連路線をめぐる党内対立からブラジル共産党（PCB＝Partido Comunista Brasileiro）を除名されたグループが、1962年2月に結成した政党で、PCBがソ連寄りであったのに対し、PCdoBは中国共産党の影響を強く受けていた。その後毛沢東主義、アルバニア路線など変遷を経て、現在は自主独立路線を採っている。
1964年3月にゴラール政権が軍のクーデターで倒された後、発足した軍政時代の地下活動を経て、1985年にPCBとともに合法化された。翌86年11月に制憲議会を兼ねた総選挙が行われた際には4議席を獲得した。1992年にPCBが共産主義を放棄し、党名も社会主義人民党（PPS）に改める中、PCdoBはブラジル左翼の主軸として学生層に影響力を広げるようになった。
1989年と1994年の大統領選挙ではPPSとともに労働者党（PT）のルーラ候補を支持した。そして2002年の決選投票でもルーラを支持し、ルーラの当選に貢献した。ルーラ政権には閣僚（スポーツ相）を送りこんでおり、政府・与党の立場にある。2006年には極短期間ながら党員のアルド・レベーロ（Aldo Rebelo）が大統領代行を務めた。レベーロはルーラの後継者として2011年に大統領となったジルマ・ルセフの第1期政権（2011年～2015年）においてスポーツ相、2期政権（2015年～）では科学技術相・国防相を務めており、引き続き与党の一員として活動している。
党員数は2015年現在で約50万人（党費納入者と名前のみ登録している人を合わせた数字）で、青年層が6割を占めている。
日本における共産主義政党である日本共産党の第24回党大会（2006年1月開催）に、代表を派遣している。

## 機関紙
ブラジル共産党の機関紙「労働者階級」は、月刊で4ページ建てである。かつてよりも縮小しており、党内の方針伝達はもっぱらインターネットが頼りである。

## 歴代議長
| 代 |  | 氏名                     | 在任期間        |
| -- |  | ------------------------ | --------------- |
| 1  |  | João Amazonas            | 1962年 - 2001年 |
| 2  |  | ジョゼ・レナート・ラベロ | 2001年 - 2015年 |
| 3  |  | ルチアナ・サントス       | 2015年 -        |